# Cimetière militaire du Monte Grappa
 (décembre 2023).
Si vous disposez d'ouvrages ou d'articles de référence ou si vous connaissez des sites web de qualité traitant du thème abordé ici, merci de compléter l'article en donnant les références utiles à sa vérifiabilité et en les liant à la section « Notes et références ».
Le cimetière militaire du Monte Grappa, situé en région Vénétie (Italie), est l'un des principaux ossuaires militaires de la Première Guerre mondiale. Sanctuaire monumental, il a été construit pour recueillir en un lieu unique les dépouilles des soldats inhumés dans les cimetières dispersés en différents endroits du massif du Monte Grappa à l'issue de la « Grande Guerre » (Première Guerre mondiale).

## Historique
Commencé en 1932, d'après un projet de l'architecte Giovanni Greppi et du sculpteur Giannino Castiglioni qui réaliseront ensuite le cimetière militaire de Redipuglia, l'ossuaire monumental du Monte Grappa est inauguré le 22 septembre 1935.

## L'ossuaire
Il est constitué d'une série de gradins semi-circulaires se déroulant sur la pente qui, de la route, conduit au sommet du monument. L'élément caractéristique est le motif à columbarium utilisé pour les loges destinées à recueillir les dépouilles mortelles des soldats tombés au champ d'honneur. Le choix du columbarium, associé à l'utilisation de la pierre brute et du bronze pour la fermeture des locula cherche à rappeler le classicisme romain revendiqué par le régime fasciste commanditaire du monument.
Le sanctuaire contient les restes de 22 910 soldats ainsi disposés :
- secteur nord, ossuaire austro-hongrois (10 295 morts dont 295 identifiés)
- secteur sud, ossuaire italien (12 615 morts dont 2 283 identifiés)

Parmi les tombes des officiers inhumés, se trouve celle du maréchal d'Italie Gaetano Giardino, le général commandant l'armée du Grappa et la portant à la victoire finale. Entre les deux ossuaires se déroule la via eroica longue de 300 mètres, bordée de pierres funéraires portant le nom des sommets théâtre de la guerre. Au début de la via eroica se trouve le portail Roma projeté par l'architecte Limoncelli et offert par la ville de Rome. Il porte ces mots gravés : « Monte Grappa tu sei la mia patria ». Ce sont les premiers vers de la chanson du Monte Grappa (it). Au centre de l'ossuaire italien, la chapelle ardente abrite la Madonna del Grappa, la vierge auxiliatrice, posée le 4 août 1901 par le patriarche de Venise Giuseppe Sarto (futur Pie X) en symbole de la foi chrétienne de la Vénétie. La strada Cadorna, construite à l'initiative du général Luigi Cadorna pour constituer un soutien logistique aux lignes défensives et terminée le 7 octobre 1917, mène au sanctuaire.
L'ossuaire du Monte Grappa fait partie, avec ceux de Leiten, de Pasubio et de Tonezza del Cimone, d'un ensemble de cimetières militaires situés dans la province de Vicence.